# The Dirtchamber Sessions Volume One
Prodigy Present: The Dirtchamber Sessions Volume One es un mixtape de 1999 realizado en solitario por Liam Howlett, integrante de The Prodigy (este último utilizado como apodo en este caso). Fue inicialmente producido para el mix show de BBC Radio 1, The Breezeblock.
Hay más de 48 temas de muchos artistas mezclados, rayados y cortados. El álbum surgió como resultado de una aparición como DJ invitado de Howlett en el programa Breezeblock de Mary Anne Hobbs en BBC Radio 1 en 1998, produciendo un set similar.
En un intento por detener las copias piratas populares del programa, se lanzó un álbum oficial, esencialmente una versión extendida de Breezeblock . Las dos mezclas no son exactamente iguales ya que no se obtuvo el permiso para usar ciertas pistas. Lo más notable es la eliminación de «Sgt. Pepper's Lonely Hearts Club Band» de The Beatles, que también quedó fuera de Brothers Gonna Work It Out DJ Mix de The Chemical Brothers pero que se incluyó en el lanzamiento promocional anterior, Radio 1 Anti-Nazi Mix.

## Recepción
- Alternative Press (10/00, p. 120): incluido en los «10 álbumes esenciales de DJ-Mix» de AP.
- Muzik (1/00, p. 84): clasificado como número 9 en las «Compilaciones del año '99», «...como significa esta gloriosa mezcla de estilos, Liam Howlett sabe un par de cosas sobre música pop... La secuenciación de pistas es igualmente inspiradora».

## Lista de canciones
1. (7:18)
  1. Intro Beats
  2. Rasmus: «Tonto's Release» (1998)
  3. Hardnoise: «Untitled» (1991)
  4. The Chemical Brothers: «Chemical Beats» (1995)
  5. Ultramagnetic MC's: «Kool Keith Housing Things» (1988)
  6. Lightning Rod featuring Jalal: «Sport» (1988)
  7. Ultramagnetic MC's: «Give the Drummer Some» (1988)
  8. Time Zone: «Wildstyle» (1983)
2. (6:44)
  1. Bomb the Bass: «Bug Powder Dust» (1994)
  2. Grandmaster Flash & the Furious Five: «Pump Me Up» (1984)
  3. The Charlatans: «How High» (1997)
  4. The Prodigy: «Poison» (1995)
  5. Jane's Addiction: «Been Caught Stealing» (1997)
  6. Tim Dog featuring KRS-One: «I Get Wrecked» (1993)
3. (6:03)
  1. Babe Ruth: «The Mexican» (1972)
  2. The B-Boys: «Rock the House» (1983)
  3. The Chemical Brothers: «(The Best Part of) Breaking Up» (1996)
  4. Word of Mouth: «King Kut» (1985)
4. (7:52)
  1. DJ Mink: «Hey Hey Can You Relate (Instrumental)» (1990)
  2. The KLF: «What Time Is Love?» (1988)
  3. Bones Breaks: «Funky Acid Makossa» (1988)
  4. Bones Breaks: «Shifted Off» (1988)
  5. Bones Breaks: «And the Break Goes Again» (1988)
  6. Meat Beat Manifesto: «Radio Babylon» (1990)
  7. Herbie Hancock: «Rockit» (1980)
  8. The 45 King: «900 Number» (1992)
  9. Propellerheads: «Spybreak!» (1997)
  10. Beastie Boys: «It's the New Style» (1986)
5. (4:57)
  1. Sex Pistols: «New York» (1977)
  2. Fatboy Slim: «Punk to Funk» (1996)
  3. Medicine: «I'm Sick» (1997)
6. (5:48)
  1. D.S.T.: «The Home of Hip Hop» (1985)
  2. JVC Force: «Strong Island» (1984)
  3. Primal Scream: «Kowalski» (1997)
  4. Beastie Boys: «Time to Get Ill» (1986)
  5. Barry White: «I'm Gonna Love You a Little More Babe» (1973)
  6. Public Enemy: «Public Enemy No. 1» (1987)
  7. The J.B.'s: «Blow Your Head» (1974)
  8. T La Rock: «Breakin' Bells» (1993)
7. (3:59)
  1. LL Cool J: «Get Down» (1987)
  2. Digital Underground: «The Humpty Dance» (1989)
  3. Uptown: «Dope on Plastic» (1989)
  4. Coldcut: «More Beats and Pieces» (1997)
8. (8:40)
  1. London Funk Allstars: «Sure Shot» (1995)
  2. West Street Mob: «Break Dancin' (Electric Boogie)» (1983)
  3. Hijack: «Doomsday of Rap» (1988)
  4. Renegade Soundwave: «Ozone Breakdown» (1988)
  5. The Beginning of the End: «Funky Nassau» (1971)
  6. Jimmy Castor Bunch: «It's Just Begun» (1972)